# Barbara Bedford
Barbara Bedford (n. 9 noiembrie 1972, Hanover⁠(d), New Hampshire, SUA) este o înotătoare americană, medaliată olimpică. A participat la o ediție a Jocurilor Olimpice (2000) în care a câștigat două medalii de aur.